# Alicja Iwańska
Alicja Iwańska (ur. 13 maja 1918 w Lublinie, zm. 26 września 1996 w Londynie) – polska poetka i pisarka, socjolog i filozof.

## Życiorys
Dzieciństwo spędziła w Gardzienicach, a następnie w Mikorzynie. Jako poetka debiutowała w 1935 na łamach „Okolicy Poetów”. Pierwszy tom wierszy opublikowała w 1938. W 1936 rozpoczęła studia filozoficzne na Uniwersytecie Warszawskim, które ukończyła już w czasie II wojny światowej (w 1941) w ramach tajnych studiów. Była członkiem Armii Krajowej, służyła w Oddziale II Komendy Głównej, walczyła w Powstaniu warszawskim. Jej mężem był kurier AK Jan Gralewski, który zginął w katastrofie gibraltarskiej.
Po II wojnie światowej zaangażowana w działalność konspiracyjną, zagrożona aresztowaniem w 1947 wyjechała do Stanów Zjednoczonych, planując powrót do Polski po maksymalnie dwóch latach, ostatecznie pozostała jednak na emigracji. Wykładała na wielu uczelniach amerykańskich, w tym na istniejących wówczas na amerykańskim południu uczelniach wyłącznie dla czarnoskórych – w Atlancie i Talladega College w Alabamie. Współpracowała z Margaret Mead przy projekcie „Research on Contemporary Civilization”. W 1957 obroniła pracę doktorską z socjologii na Uniwersytecie Columbia, pt. Polish intelligentsia in Nazi concentration camps and American exile: a study of values in crisis situations. Od 1957 przez kilkanaście lat prowadziła etnograficzne badania terenowe w Meksyku, którym poświęciła książki Świat przetłumaczony i Ucieczki. Od 1965 na stałe zatrudniona była w State University of New York w Albany. Podpisała list pisarzy polskich na Obczyźnie, solidaryzujących się z sygnatariuszami protestu przeciwko zmianom w Konstytucji Polskiej Rzeczypospolitej Ludowej (List 59). Po przejściu na emeryturę w 1985 zamieszkała w Londynie. Współpracowała z paryską Kulturą, a od 1985 także z Polskim Uniwersytetem na Obczyźnie.
Laureatka Nagrody Fundacji im. Kościelskich (1974), Nagrody Związku Polskich Pisarzy na Obczyźnie (1983) oraz Nagrody Fundacji Alfreda Jurzykowskiego (1995).

## Twórczość
- Wielokąty (1938)
- 21 wierszy (1958)
- Świat przetłumaczony (1968)
- Purgatory and utopia: a Mazahua Indian village of Mexico (1971)
- The truths of others: an essay on nativistic intellectuals in Mexico (1977)
- Karnawały (1980)
- Exiled governments: Spanish and Polish: an essay in political sociology (1981)
- Wojenne odcinki: Warszawa 1940-1943 (1982) (na podstawie zapisków jej i Jana Gralewskiego)
- Ucieczki (1983)
- Niezdemobilizowani: (Poznań – Warszawa 1945–1946) (1987)
- Baśń amerykańska (1988)
- Niektóre (1991)
- Właśnie tu!: rzecz o dziewiętnastowiecznym Jean Marie Guyau i dwudziestowiecznej sobie samej  (1992)
- Potyczki i przymierza (1993)
- British American Loyalists in Canada and U.S. southern Confederates in Brazil: exiles from the United States (1993)
- Kobiety z firmy: sylwetki pięciu kobiet z AK pracujących w wywiadzie i kontrwywiadzie (1995)
- Tylko trzynaście. Wojenne opowiadania (1996)

## Odznaczenia
- Krzyż Kawalerski Orderu Odrodzenia Polski (1989)[2]